# Retaule renaixentista de Santa Agnès de Malanyanes
El retaule renaixentista de Santa Agnès de Malanyanes és una obra d'estil renaixentista feta per l'artista rossellonès instal·lat a Barcelona Jaume Forner. Va estar a l'església de Santa Agnès de Malanyanes fins que va ser substituït per un retaule barroc. Algunes de les taules es troben des de 1917 al Museu Diocesà de Barcelona.

## Història
L'any 1527, Joan Romeu va contractar la talla del retaule major de la parròquia de Santa Agnès de Malanyanes, a la Roca del Vallès. Havia d'estar inspirat en l'obra del mateix autor per a Sant Julià d'Argentona, Bescanviant sant Julià per santa Agnès. El preu del retaule es va fixar en 100 lliures i el termini per lliurar-lo era de quatre anys. Aquest retaule es va perdre a finals del segle xix. Es conserva una descripció de Josep Puiggarí que el va contemplar in situ el 1880:
Hem estat a la parròquia de què es tracta […] el més interessant d'aquesta capella és el conegut altar que encara té, tal qual es descriu al contracte […] Aquest retaule devia ser de l'estil del de Sant Julià d'Argentona, proporcionat a la capacitat de l'església, deixant al darrere prou espai per a una honesta sacristia; la planta o camp, de fusta blanca (àlber), i la talla de pi, segons costum, con el sagrari i dues històries de bancal i portes a cada costat, tubes i pilars revestits. Al cos principal una fornícula (pastera), i en ella la imatge de Santa Agnès, de 6 pams, guarida per taula plana amb tuba, i altra tuba sobre la fornícula, descrivint a ambdós costats dues històries, amb les seves tubes ben llaurades, i en el cos del retaule 4 pilars de relleu (tous), també llaurats, amb guardapols (polseres) plans al voltant del retaule.

## Taules conservades

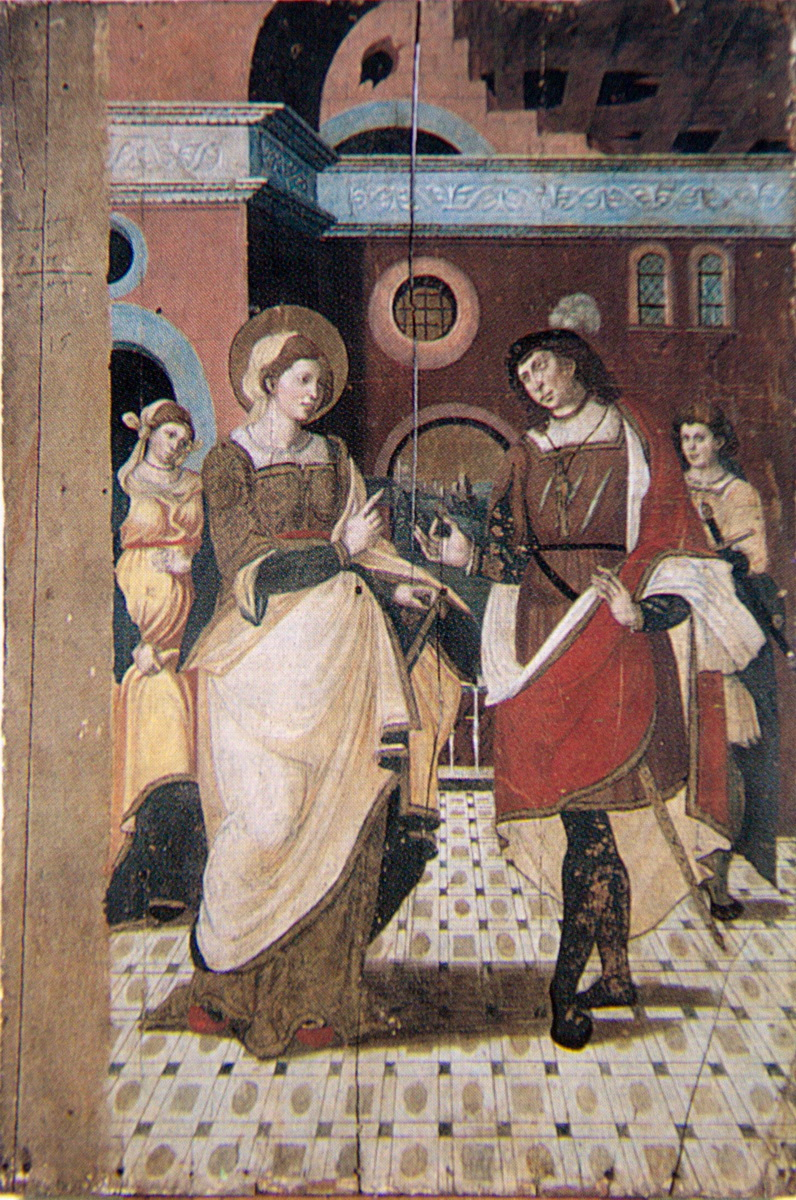
Santa Agnès renuncia l'anell del fill del pretor
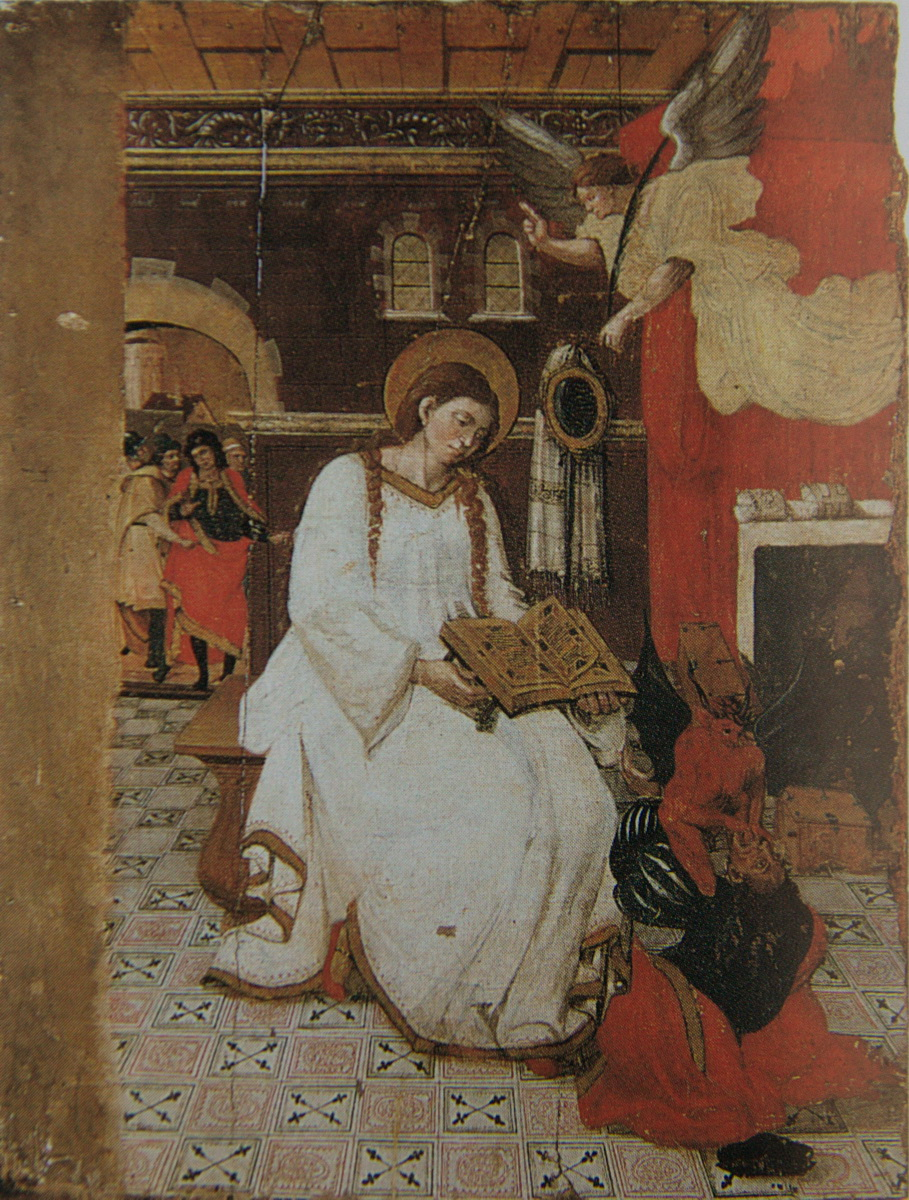
Agnès rep la palma del martiri
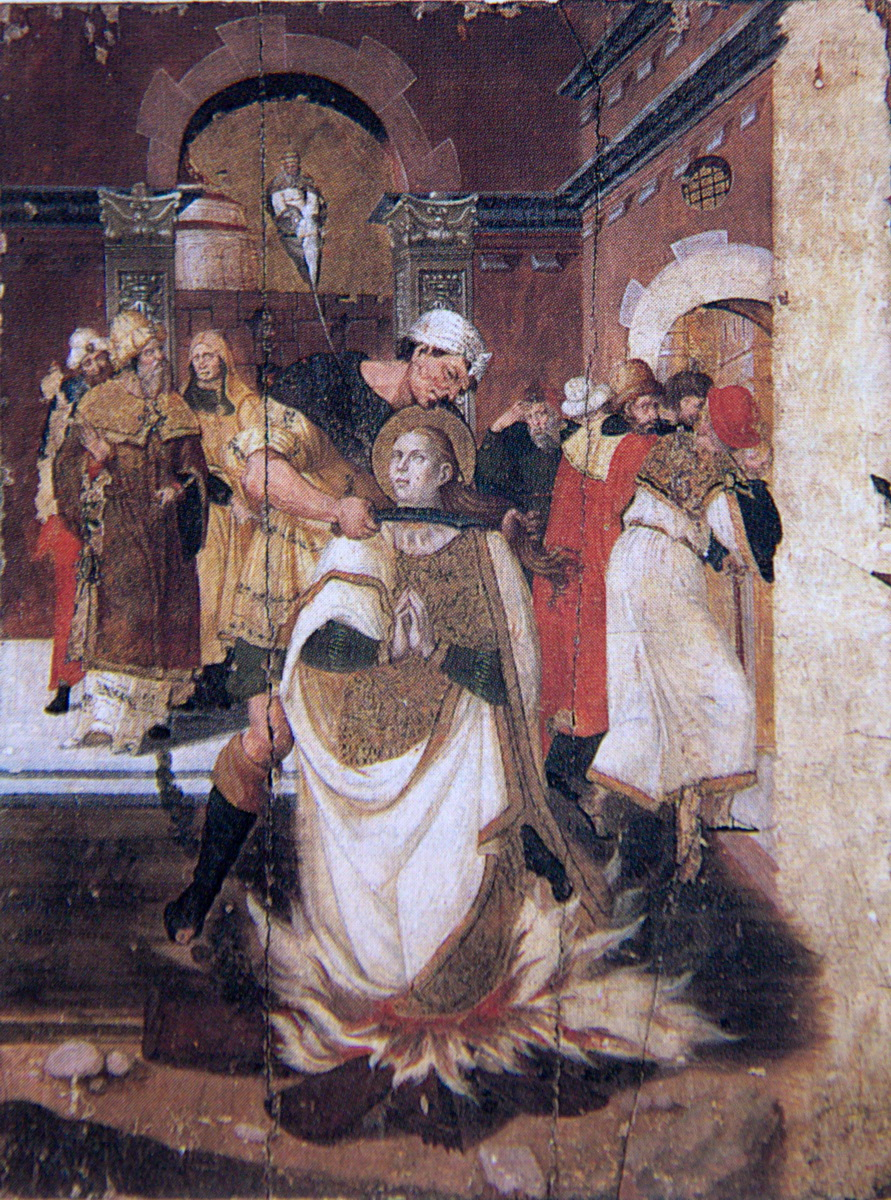
Degollació de Santa Agnès
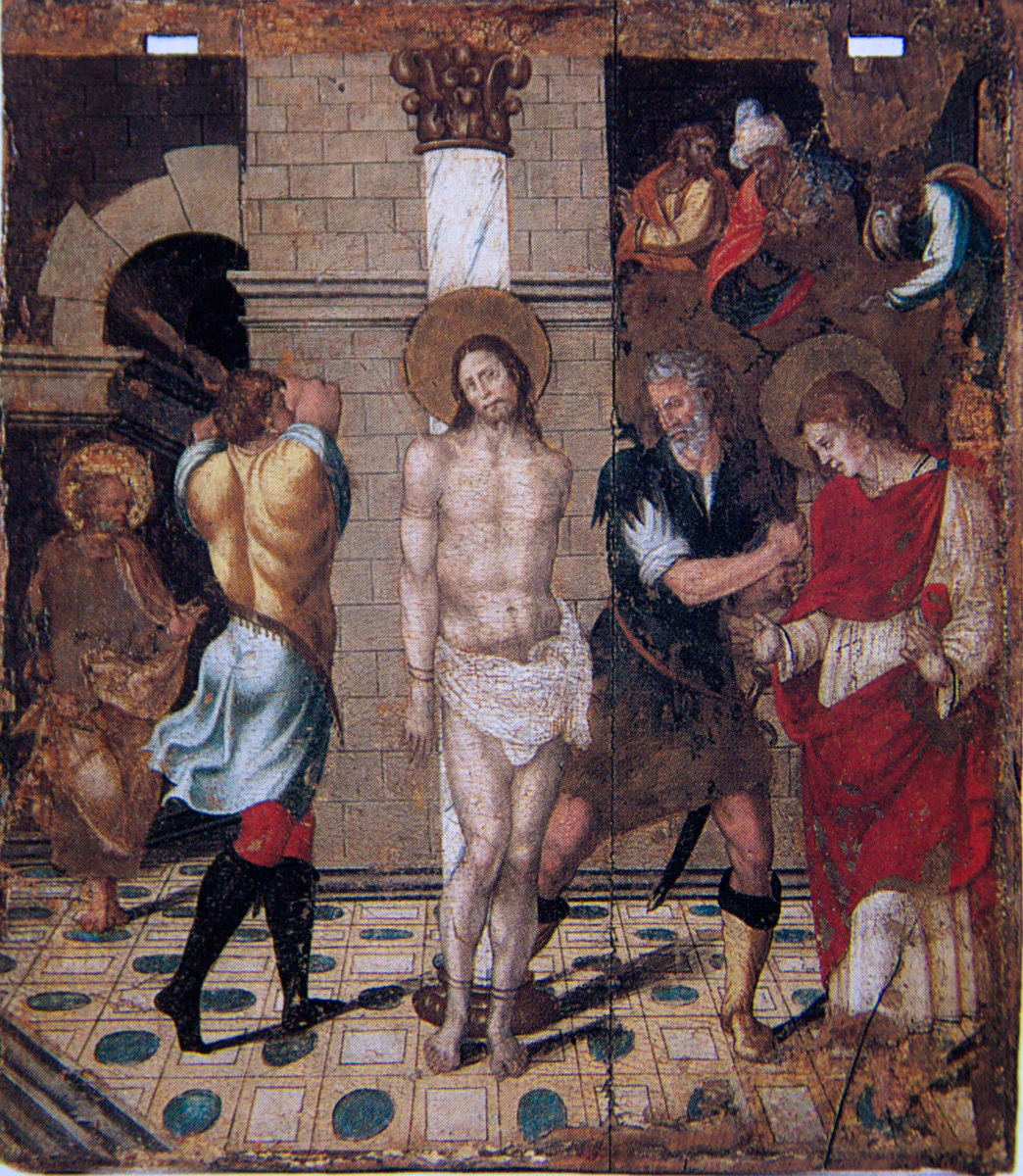
Flagel·lació de Crist
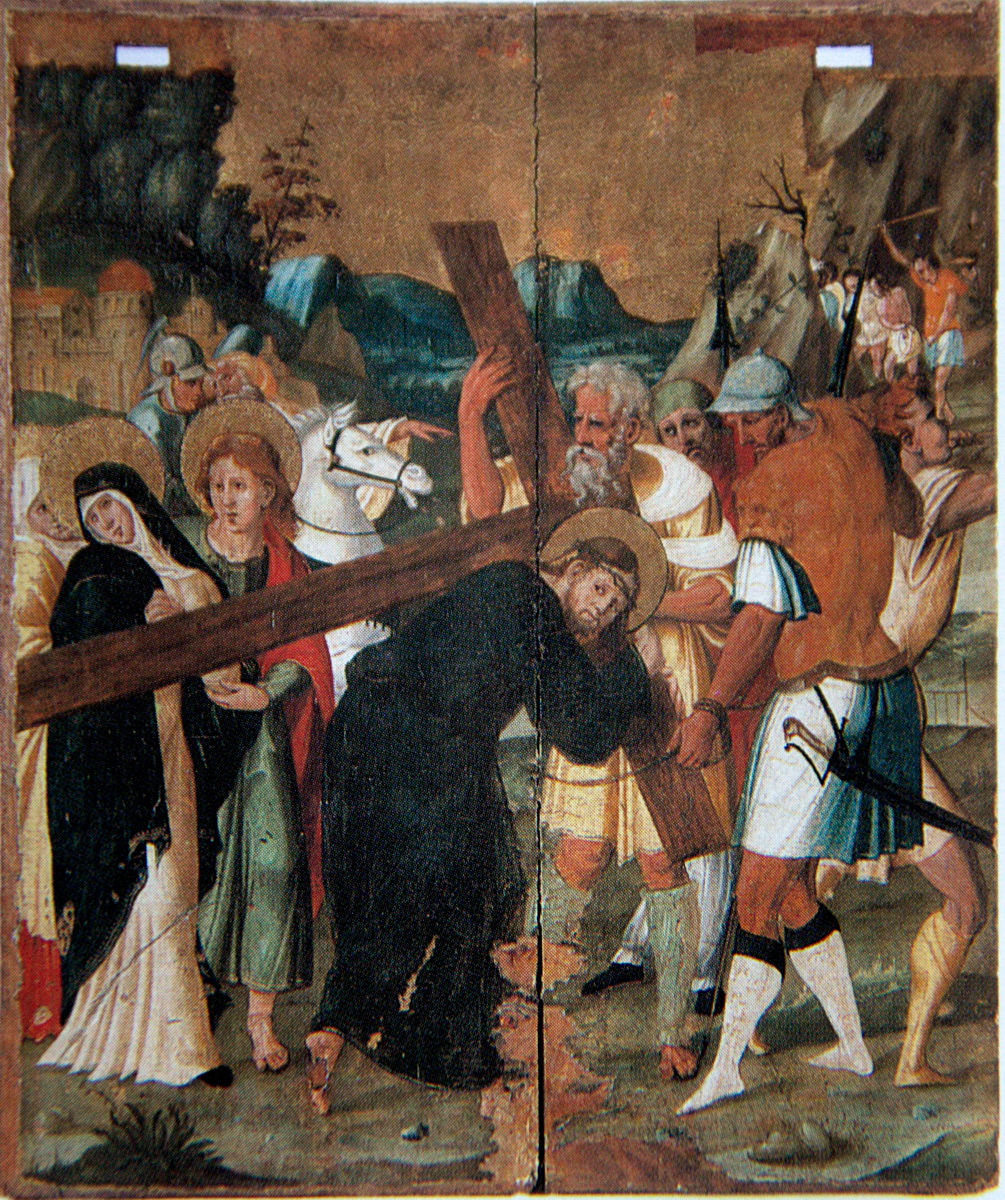
Crist camí del calvari
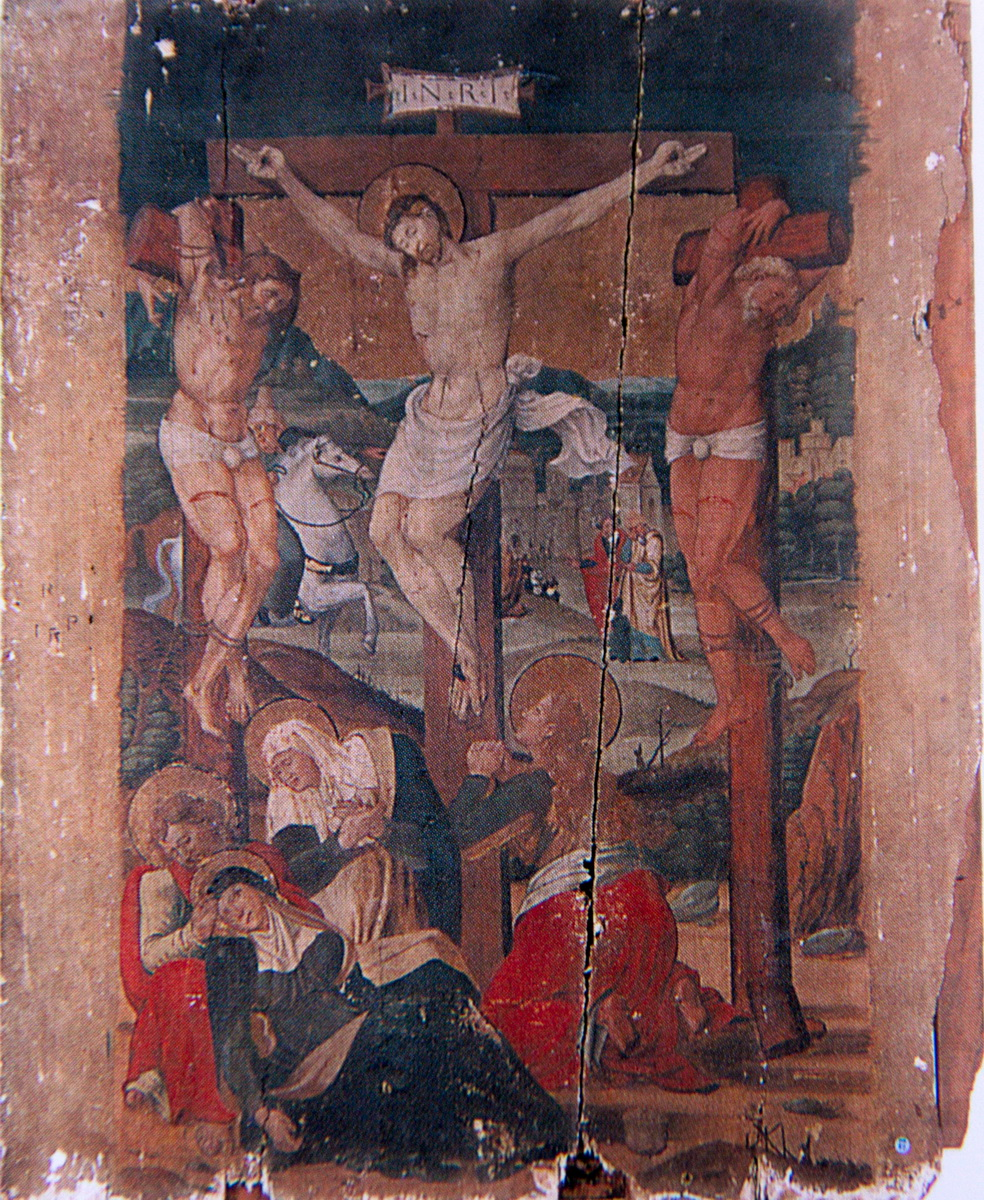
Calvari